# Pad (frame)

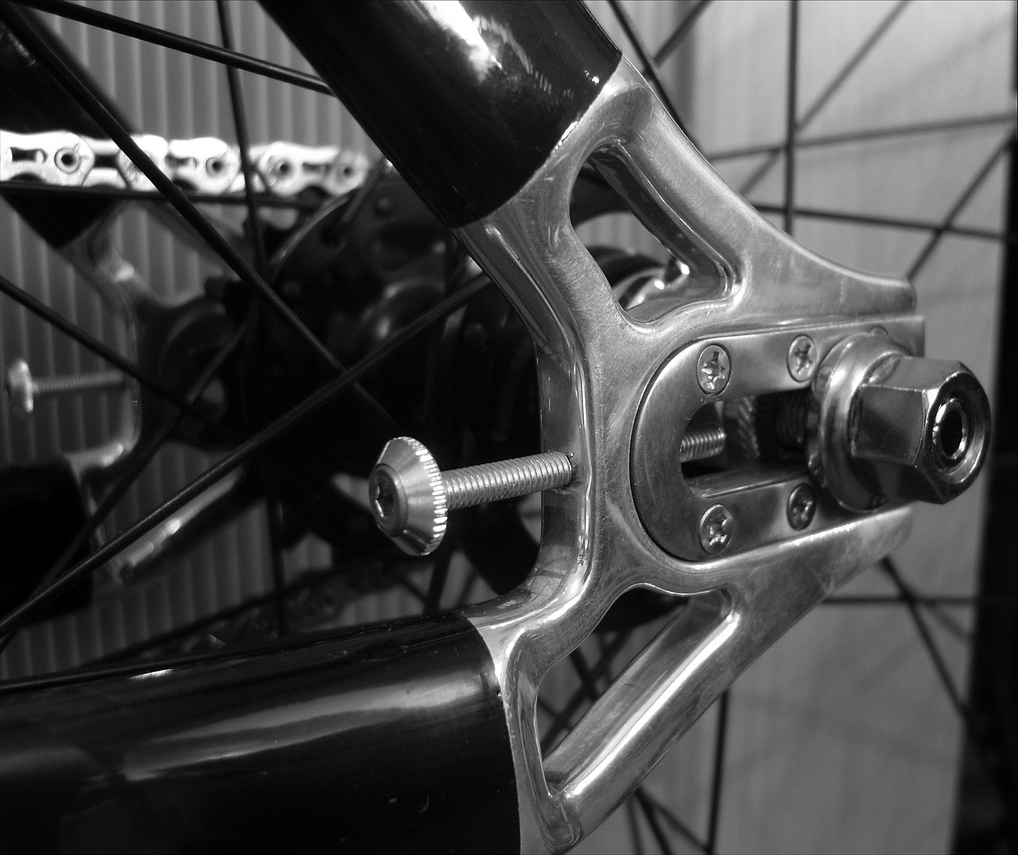
Horizontaal pad in het frame van een baanfiets

Een uitvaleinde, pad of pat is het onderdeel aan het uiteinde van de voor- of achtervork van een fietsframe waaraan de wielas wordt vastgezet. De wielas wordt bij deze constructie niet geheel omsloten zodat het compleet gemonteerde wiel eenvoudig kan worden uitgenomen en gemonteerd.
Veelal wordt er onderscheid gemaakt tussen padden naargelang de vorm van een pad. Bij verticale padden wordt het wiel verticaal in het frame aangebracht en het wiel komt in dezelfde positie. Horizontale padden kunnen bij achterwielen zijn toegepast; hierdoor kan het wiel nog enige afstand naar achter of voren worden geschoven (met behulp van de kettingspanners) tijdens de montage, zodat de ketting op spanning kan worden gebracht.
Horizontale padden kunnen naar voren of naar achteren zijn gericht. Zijn ze naar voren gericht, dan kan het wiel gemakkelijk worden uitgenomen zonder de ketting los te maken. Deze constructie komt men bij racefietsen tegen. Zijn ze naar achteren gericht, zoals bij de klassieke Hollandse fiets, maar ook bij baanfietsen, dan is demontage lastiger.
Padden kunnen voorzien zijn van nokken met ogen om spatborden, bagagedragers, achterderailleur, staande achtervork etc. aan vast te zetten. Voorvork-uitvalpadden voor fietsen met schijfremmen hebben het risico dat het wiel bij niet goed vastgezette snelspanners en hard remmen uit de vork loopt. Deze padden hebben dan ook vaak een opstaand randje, "lawyer's lips" genaamd, waarmee dit voorkomen wordt. Wel moet dan de snelspanner voor het verwijderen van het wiel een paar extra slagen losgedraaid worden.
Een pad wordt ook wel met de Engelse term dropout aangeduid. In het Frans noemt men het een "patte", en dit is vermoedelijk ook de oorsprong van het Nederlandse woord.

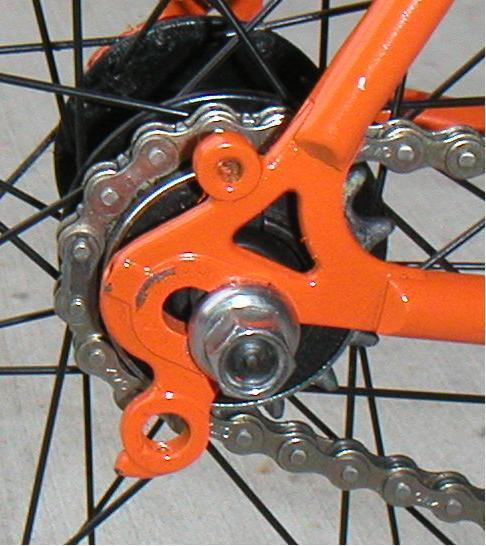
Achtervork met semi-horizontaal pad (naar voren gericht) en ogen
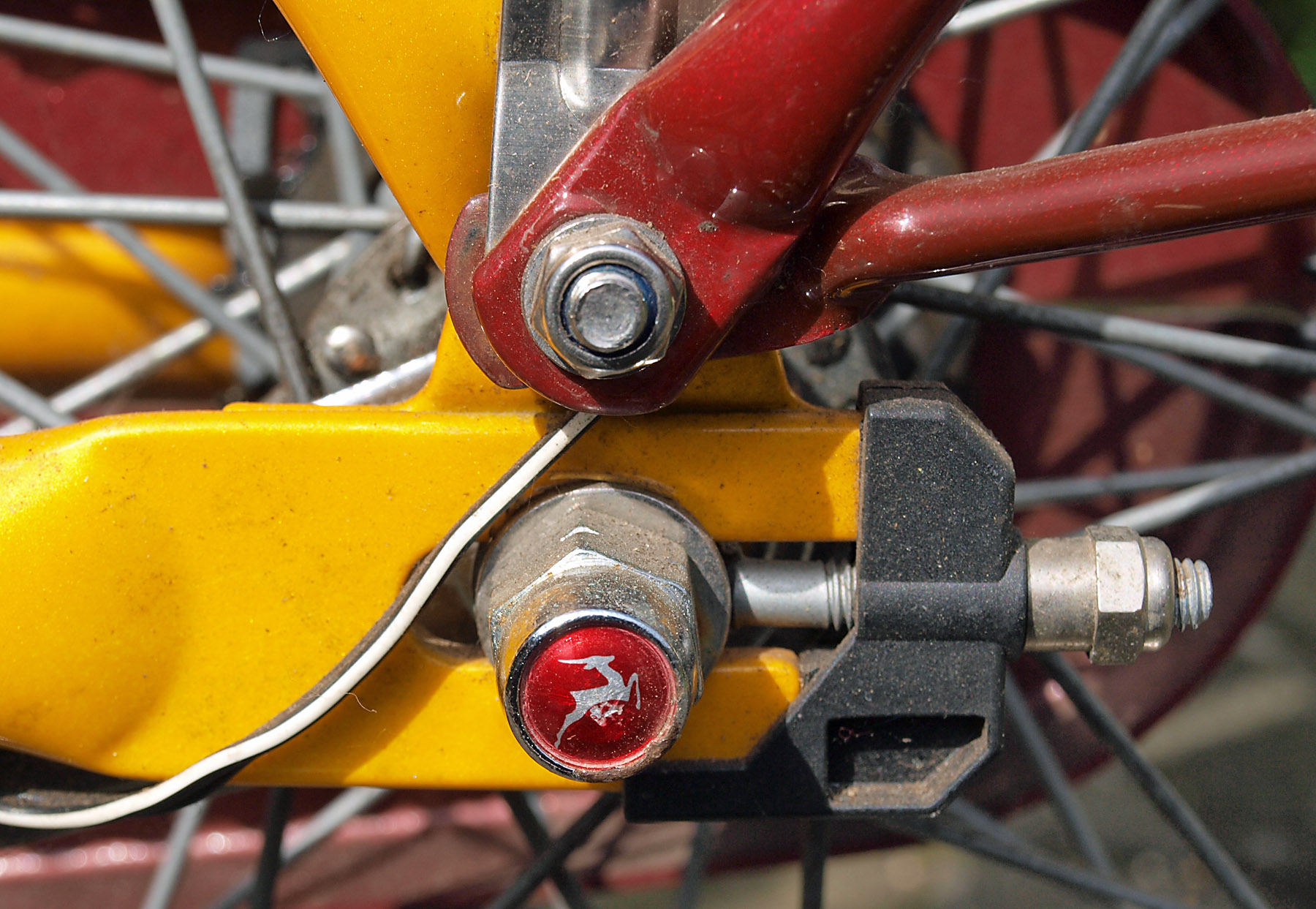
Achtervork met horizontaal pad (naar achteren gericht) en kettingspanner
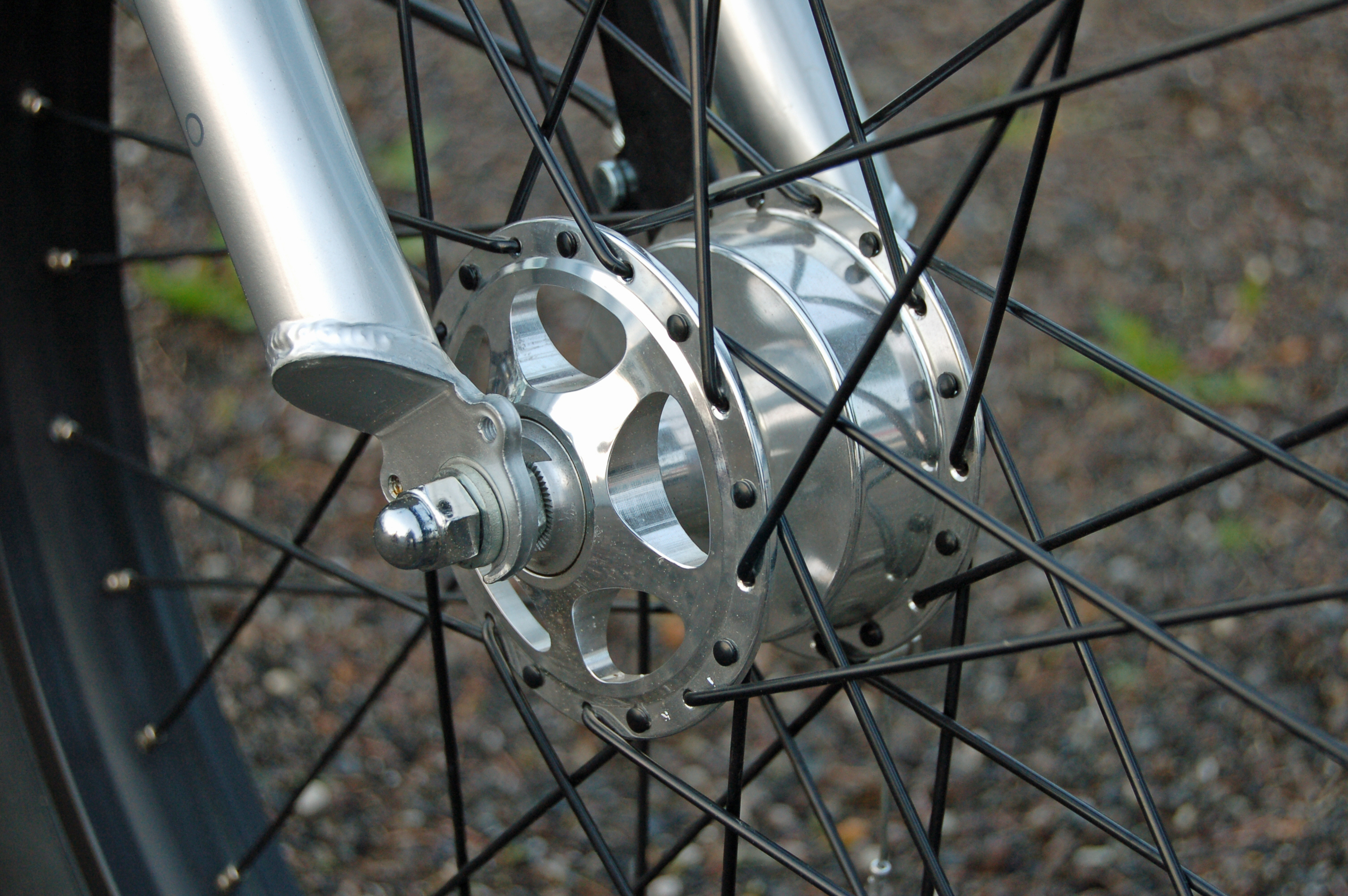
Voorvork met verticaal pad en ogen
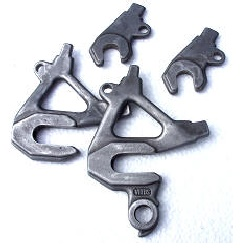
Pattenset voor een sportfiets met derailleur en spatborden